# Murawa Office Park
Murawa Office Park – neomodernistyczny biurowiec zlokalizowany na Winogradach w Poznaniu, przy ul. Murawa 12-18. Laureat architektonicznej Nagrody Jana Baptysty Quadro za rok 2011.
Obiekt ukończono w 2011. Projektantem był Wojciech Grabianowski, poznaniak, zamieszkały w Niemczech. Jest wspólnikiem biura architektonicznego Rhode-Kellermann-Wawrowsky z Düsseldorfu, które stworzyło m.in. projekt PGE Areny w Gdańsku. Sam Grabianowski zaprojektował modernizację poznańskiego Okrąglaka oddanego ponownie do użytku w 2012.
Przewodniczący jury konkursowego - Jacek Cenkiel stwierdził, że kompleks wyróżnia unikalna architektura i kameralność zabudowy. Budynki zespołu wkomponowują się w otoczenie i uzupełniają pustą przestrzeń miejską. Założenie (7500 m² powierzchni ogółem, 4170 m² powierzchni biurowej, 91 miejsc parkingowych) położone jest w pobliżu Cytadeli. Posiada klasę A. Składa się z pięciu trójkondygnacyjnych budynków połączonych przeszklonymi łącznikami. Każde z biur posiada duży taras kryty szkłem.
Budynek otrzymał również nagrodę European Property Awards (kategoria Best Office Development for Poland).